# Gentianella montana
Gentianella montana är en gentianaväxtart. Gentianella montana ingår i släktet gentianellor, och familjen gentianaväxter.

## Underarter
Arten delas in i följande underarter:
- G. m. ionostigma
- G. m. montana
- G. m. stolonifera